# Frontière entre les Kiribati et les Tuvalu
La frontière entre les Kiribati et les Tuvalu est intégralement maritime dans l'océan Pacifique. Concernant les Kiribati, la frontière délimite les Îles Gilbert.
Le traité est composé de 20 points
- Point 1  :4° 17' 49.25" S  172° 58' 44.44" E
- Point 2  :4° 17' 32.56" S  172° 59' 45.09" E
- Point 3  :4° 07' 52.74" S  173° 34' 31.07" E
- Point 4  :4° 06' 35.94" S  174° 23' 40.51" E
- Point 5  :4° 06' 24.42" S  174° 33' 23.74" E
- Point 6  :4° 05' 37.24" S  175° 12' 58.04" E
- Point 7  :4° 05' 15.68" S  175° 31' 12.29" E
- Point 8  :4° 04' 50.79" S  175° 51' 52.69" E
- Point 9  :4° 04' 30.72" S  176° 08' 51.89" E
- Point 10 :4° 07' 46.81" S  176° 21' 02.32" E
- Point 11 :4° 09' 42.69" S  176° 28' 25.32" E
- Point 12 :4° 11' 14.84" S  176° 34' 31.13" E
- Point 13 :4° 13' 30.88" S  176° 43' 40.38" E
- Point 14 :4° 17' 27.37" S  176° 59' 41.16" E
- Point 15 :4° 21' 42.11" S  177° 16' 58.11" E
- Point 16 :4° 17' 03.38" S  177° 48' 17.68" E
- Point 17 :4° 12' 44.47" S  178° 17' 11.74" E
- Point 18 :4° 09' 32.47" S  178° 38' 31.34" E
- Point 19 :3° 57' 56.03" S  179° 55' 23.82" E
- Point 20 :3° 57' 47.21" S  179° 56' 23.79" E